# Servicio para España de la BBC
El Servicio para España de la BBC fue un servicio de radio internacional en español para España realizado por la radiodifusora pública británica BBC entre 1939 y 1981.

## Historia
El Servicio para España de la BBC se inició en junio de 1939. A finales de los años cuarenta del siglo pasado, la BBC llegó a radiar servicios semanales en catalán, gallego y euskera.
Durante su existencia, la BBC de Londres fue una fuente confiable de información para los españoles durante el régimen de Francisco Franco, a pesar de las presiones ejercidas por la embajada de España en el Reino Unido. En 1976, la BBC para España contaba con una audiencia regular de medio millón de personas. En 1980, la BBC había suministrado a distintas radios españolas 993 programas y crónicas, para un total de 113 horas de emisión.
El 1 de noviembre de 1979 se anunció que la BBC dejaría de emitir en castellano para España el 1 de abril de 1980. El cierre formaba parte de las medidas de restricción económica adoptadas por el gobierno británico, lo que incluía una reducción del presupuesto de los servicios exteriores de la BBC. A los pocos días, el gobierno británico tuvo que retroceder temporalmente en su decisión debido a la oposición de la prensa y de los partidos políticos, incluyendo miembros del Partido Conservador en la Cámara de los Comunes. La solución aplicada para mantener las señales a España consistió en financiar el servicio exterior de la BBC con el aumento de la partida que el Ministerio de Defensa británico pagaba a la BBC por el servicio de escucha de emisoras extranjeras.
Para 1981, el gobierno británico había retomado su intención de eliminar el servicio español de la BBC; así como otros servicios en lenguas extranjeras. En agosto de ese año, la Cámara de los Lores aprobó una moción en la que se pedía al ejecutivo británico una reconsideración de la medida. En noviembre de 1981, el Foreign Office, órgano que financia el Servicio Mundial de la BBC, ordenó que el servicio español dejara de funcionar a partir del 31 de diciembre de 1981. En enero de 1982, la emisión de la BBC para España había desaparecido permanentemente. sin embargo la transmisión para otros idiomas aparte de los hablados en España no fueron cortados.